# جریان اویاشیو

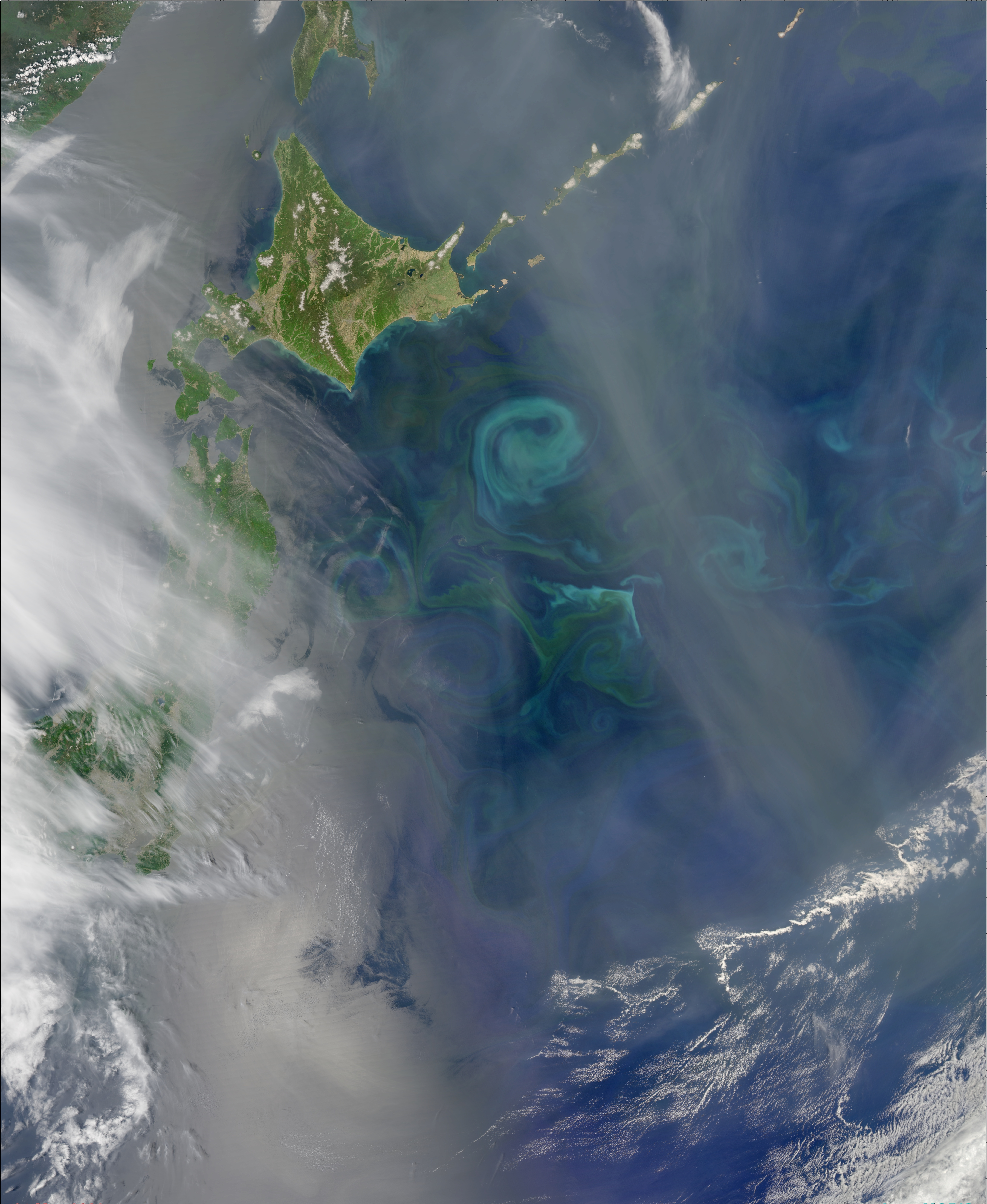
برخورد جریان اویاشیو جریان کوروشیو در نزدیکی هوکایدو.

جریان اویاشیو (انگلیسی: Oyashio Current) که به نام‌های جریان اختسک و کوریل نیز شناخته می‌شود، جریان اقیانوسی آب سردی است که در شمال اقیانوس آرام به سمت جنوب جریان دارد و در جهت ساعت‌گرد در شمال غرب این اقیانوس آرام گردش می‌کند. آب‌های جریان اویاشیو از اقیانوس منجمد شمالی منشأ گرفته و از راه دریای برینگ به سمت جنوب جریان می‌یابد. این جریان با گذر از تنگه برینگ آب‌های سرد شمالگان را وارد اقیانوس آرام می‌کند. این جریان در ساحل شرقی ژاپن با جریان کوروشیو برخورد کرده و جریان آرام شمالی را پدید می‌آورد. جریان اویاشیو سرشار از مواد غذایی بوده و نقش مهمی در تغدیه ارگانیسم‌های دریایی دارد.